# Strandibalonius triceratops
Strandibalonius triceratops is een hooiwagen uit de familie Podoctidae. De originele naamcombinatie (protoniem) is Metibalonius triceratops Kury & Machado, 2018. Een volgende naamrecombinatie werd gepubliceerd als Strandibalonius triceratops (Kury & Machado, 2018) in Kury et al. 2020. Het is een vervangende naam voor Trispinibunus abnormis Rower 1915 (later Metibalonius abnormis (Rower 1915) in Goodnight & Goodnight 1957, bezig met Ibalonius abnormis Strand 1911 (= Strandibalonius abnormis (Strand, 1911)).